# Золотой глобус (премия, 1970)
27-я церемония вручения наград премии «Золотой глобус»

2 февраля 1970 года
Лучший фильм (драма): 

«Тысяча дней Анны»
Лучший фильм (комедия или мюзикл): 

«Тайна Санта-Виттории»
Лучшое ТВ-шоу (драма): 

«Доктор Маркус Уэлби»
Лучшое ТВ-шоу (комедия или мюзикл): 

«Губернатор и Джей Джей»
< 26-я Церемонии вручения 28-я >
27-я церемония вручения наград премии «Золотой глобус» за заслуги в области кинематографа и телевидения за 1969 год состоялась 2 февраля 1970 года в Cocoanut Grove, Ambassador Hotel (Лос-Анджелес, Калифорния, США).

## Список лауреатов и номинантов
Победители выделены отдельным цветом. 

### Игровое кино
| Категории                                    | Лауреаты и номинанты | Лауреаты и номинанты                                                             |
| -------------------------------------------- | --- | -------------------------------------------------------------------------------- |
| Лучший фильм (драма)                         | • Тысяча дней Анны / Anne of the Thousand Days                                                                          | • Тысяча дней Анны / Anne of the Thousand Days                                   |
| Лучший фильм (драма)                         | • Бутч Кэссиди и Санденс Кид / Butch Cassidy and the Sundance Kid                                                       |                                                                                  |
| Лучший фильм (драма)                         | • Полуночный ковбой / Midnight Cowboy                                                                                   |                                                                                  |
| Лучший фильм (драма)                         | • Расцвет мисс Джин Броди / The Prime of Miss Jean Brodie                                                               |                                                                                  |
| Лучший фильм (драма)                         | • Загнанных лошадей пристреливают, не правда ли? / They Shoot Horses, Don't They?                                       |                                                                                  |
| Лучший фильм (комедия или мюзикл)            | • Тайна Санта-Виттории / The Secret of Santa Vittoria                                                                   | • Тайна Санта-Виттории / The Secret of Santa Vittoria                            |
| Лучший фильм (комедия или мюзикл)            | • Цветок кактуса / Cactus Flower                                                                                        |                                                                                  |
| Лучший фильм (комедия или мюзикл)            | • Прощай, Колумбус / Goodbye, Columbus                                                                                  |                                                                                  |
| Лучший фильм (комедия или мюзикл)            | • Хелло, Долли! / Hello, Dolly!                                                                                         |                                                                                  |
| Лучший фильм (комедия или мюзикл)            | • Золото Калифорнии / Paint Your Wagon                                                                                  |                                                                                  |
| Лучший режиссёр                              | • Чарльз Джэрротт за фильм «Тысяча дней Анны»                                                                           | • Чарльз Джэрротт за фильм «Тысяча дней Анны»                                    |
| Лучший режиссёр                              | • Джин Келли — «Хелло, Долли!»                                                                                          |                                                                                  |
| Лучший режиссёр                              | • Стэнли Крамер — «Тайна Санта-Виттории»                                                                                |                                                                                  |
| Лучший режиссёр                              | • Сидни Поллак — «Загнанных лошадей пристреливают, не правда ли?»                                                       |                                                                                  |
| Лучший режиссёр                              | • Джон Шлезингер — «Полуночный ковбой»                                                                                  |                                                                                  |
| Лучшая мужская роль (драма)                  | Джон Уэйн | • Джон Уэйн — «Настоящее мужество» (за роль Рубена Дж. «Задиры» Когберна)        |
| Лучшая мужская роль (драма)                  | Джон Уэйн | • Алан Аркин — «Попи» (англ.) (за роль Абрахама Родригеса)                       |
| Лучшая мужская роль (драма)                  | Джон Уэйн | • Ричард Бёртон — «Тысяча дней Анны» (за роль короля Англии Генриха VIII)        |
| Лучшая мужская роль (драма)                  | Джон Уэйн | • Дастин Хоффман — «Полуночный ковбой» (за роль Энрико Сальваторе «Ратсо» Риццо) |
| Лучшая мужская роль (драма)                  | Джон Уэйн | • Джон Войт — «Полуночный ковбой» (за роль Джо Бака)                             |
| Лучшая женская роль (драма)                  | | • Женевьев Бюжо — «Тысяча дней Анны» (за роль Анны Болейн)                       |
| Лучшая женская роль (драма)                  | • Джейн Фонда — «Загнанных лошадей пристреливают, не правда ли?» (за роль Глории Битти)                                 |                                                                                  |
| Лучшая женская роль (драма)                  | • Лайза Миннелли — «Бесплодная кукушка» (англ.) (за роль Мэри Энн «Пуки» Адамс)                                         |                                                                                  |
| Лучшая женская роль (драма)                  | • Джин Симмонс — «Счастливый конец» (англ.) (за роль Мэри Уилсон)                                                       |                                                                                  |
| Лучшая женская роль (драма)                  | • Мэгги Смит — «Расцвет мисс Джин Броди» (за роль Джин Броди)                                                           |                                                                                  |
| Лучшая мужская роль (комедия или мюзикл)     | | • Питер О’Тул — «Прощайте, мистер Чипс» (англ.) (за роль Артура Чиппинга)        |
| Лучшая мужская роль (комедия или мюзикл)     | • Дастин Хоффман — «Джон и Мэри» (за роль Джона)                                                                        |                                                                                  |
| Лучшая мужская роль (комедия или мюзикл)     | • Ли Марвин — «Золото Калифорнии» (за роль Бена Рамсона)                                                                |                                                                                  |
| Лучшая мужская роль (комедия или мюзикл)     | • Стив Маккуин — «Воры» (англ.) (за роль Буна Хогганбека)                                                               |                                                                                  |
| Лучшая мужская роль (комедия или мюзикл)     | • Энтони Куинн — «Тайна Санта-Виттории» (за роль Итало Бомболини)                                                       |                                                                                  |
| Лучшая женская роль (комедия или мюзикл)     | Патти Дьюк | • Патти Дьюк — «Я, Натали» (англ.) (за роль Натали Миллер)                       |
| Лучшая женская роль (комедия или мюзикл)     | Патти Дьюк | • Ингрид Бергман — «Цветок кактуса» (за роль Стефани Дикинсон)                   |
| Лучшая женская роль (комедия или мюзикл)     | Патти Дьюк | • Дайан Кэннон — «Боб и Кэрол, Тед и Элис» (англ.) (за роль Элис Хендерсон)      |
| Лучшая женская роль (комедия или мюзикл)     | Патти Дьюк | • Ким Дарби — «Поколение» (за роль Дорис Болтон Оуэн)                            |
| Лучшая женская роль (комедия или мюзикл)     | Патти Дьюк | • Миа Фэрроу — «Джон и Мэри» (за роль Мэри)                                      |
| Лучшая женская роль (комедия или мюзикл)     | Патти Дьюк | • Ширли Маклейн — «Милая Чарити» (за роль Чарити Хоуп Валентайн)                 |
| Лучшая женская роль (комедия или мюзикл)     | Патти Дьюк | • Анна Маньяни — «Тайна Санта-Виттории» (за роль Розы Бомболини)                 |
| Лучшая женская роль (комедия или мюзикл)     | Патти Дьюк | • Барбара Стрейзанд — «Хелло, Долли!» (за роль Долли Леви)                       |
| Лучшая мужская роль второго плана            | | • Гиг Янг — «Загнанных лошадей пристреливают, не правда ли?» (за роль Рокки)     |
| Лучшая мужская роль второго плана            | • Рэд Баттонс — «Загнанных лошадей пристреливают, не правда ли?» (за роль моряка Гарри Клайна)                          |                                                                                  |
| Лучшая мужская роль второго плана            | • Джек Николсон — «Беспечный ездок» (за роль Джорджа Хэнсона)                                                           |                                                                                  |
| Лучшая мужская роль второго плана            | • Энтони Куэйл — «Тысяча дней Анны» (за роль кардинала Уолси)                                                           |                                                                                  |
| Лучшая мужская роль второго плана            | • Митч Фогель — «Воры» (за роль Люциуса МакКэслина)                                                                     |                                                                                  |
| Лучшая женская роль второго плана            | | • Голди Хоун — «Цветок кактуса» (за роль Тони Симмонс)                           |
| Лучшая женская роль второго плана            | • Марианн Макэндрю — «Хелло, Долли!» (за роль Ирэн Моллой)                                                              |                                                                                  |
| Лучшая женская роль второго плана            | • Шан Филлипс — «Прощайте, мистер Чипс» (за роль Урсулы Моссбанк)                                                       |                                                                                  |
| Лучшая женская роль второго плана            | • Бренда Ваккаро — «Полуночный ковбой» (за роль Ширли)                                                                  |                                                                                  |
| Лучшая женская роль второго плана            | • Сюзанна Йорк — «Загнанных лошадей пристреливают, не правда ли?» (за роль Элис)                                        |                                                                                  |
| Лучший сценарий                              | | • Бриджет Боланд — «Тысяча дней Анны»                                            |
| Лучший сценарий                              | • Уильям Голдмен — «Бутч Кэссиди и Санденс Кид»                                                                         |                                                                                  |
| Лучший сценарий                              | • Джон Мортимер — «Джон и Мэри»                                                                                         |                                                                                  |
| Лучший сценарий                              | • Уолдо Солт — «Полуночный ковбой»                                                                                      |                                                                                  |
| Лучший сценарий                              | • Дэвид Шоу — «Если сегодня вторник, то это должна быть Бельгия» (англ.)                                                |                                                                                  |
| Лучшая музыка к фильму                       | Берт Бакарак в 1972 году                                                                                                | • Берт Бакарак за музыку к фильму «Бутч Кэссиди и Санденс Кид»                   |
| Лучшая музыка к фильму                       | Берт Бакарак в 1972 году                                                                                                | • Лесли Брикасс — «Прощайте, мистер Чипс»                                        |
| Лучшая музыка к фильму                       | Берт Бакарак в 1972 году                                                                                                | • Жорж Делерю — «Тысяча дней Анны»                                               |
| Лучшая музыка к фильму                       | Берт Бакарак в 1972 году                                                                                                | • Эрнест Голд — «Тайна Санта-Виттории»                                           |
| Лучшая музыка к фильму                       | Берт Бакарак в 1972 году                                                                                                | • Мишель Легран — «Счастливый конец»                                             |
| Лучшая песня                                 | • Jean — «Расцвет мисс Джин Броди» — музыка и слова: Род МакКуэн                                                        | • Jean — «Расцвет мисс Джин Броди» — музыка и слова: Род МакКуэн                 |
| Лучшая песня                                 | • Goodbye, Columbus — «Прощай, Колумбус» — музыка и слова: Джим Йестер                                                  |                                                                                  |
| Лучшая песня                                 | • Raindrops Keep Fallin’ on My Head — «Бутч Кэссиди и Санденс Кид» — музыка: Берт Бакарак, слова: Хэл Дэвид             |                                                                                  |
| Лучшая песня                                 | • Stay — «Тайна Санта-Виттории» — музыка: Эрнест Голд, слова: Норман Гимбел                                             |                                                                                  |
| Лучшая песня                                 | • The Time for Love Is Any Time — «Цветок кактуса» — музыка: Куинси Джонс, слова: Синтия Вейл                           |                                                                                  |
| Лучшая песня                                 | • True Grit — «Настоящее мужество» — музыка: Элмер Бернстайн, слова: Дон Блэк                                           |                                                                                  |
| Лучшая песня                                 | • What Are You Doing the Rest of Your Life? — «Счастливый конец» — музыка: Мишель Легран, слова: Алан и Мэрилин Бергман |                                                                                  |
| Лучший иностранный фильм                     | • Дзета / Z (Алжир) | • Дзета / Z (Алжир)                                                              |
| Лучший иностранный фильм                     | • Девочки на солнце / Κορίτσια στον ήλιο (Греция)                                                                       |                                                                                  |
| Лучший иностранный фильм                     | • Канал Блаумильх / תעלת בלאומילך / The Big Dig (Израиль)                                                               |                                                                                  |
| Лучший иностранный фильм                     | • Сатирикон Феллини / Fellini Satyricon (Италия)                                                                        |                                                                                  |
| Лучший иностранный фильм                     | • Одален 31 / Ådalen 31 (Швеция)                                                                                        |                                                                                  |
| Лучший иностранный фильм на английском языке | • О, что за чудесная война / Oh! What a Lovely War (Великобритания)                                                     | • О, что за чудесная война / Oh! What a Lovely War (Великобритания)              |
| Лучший иностранный фильм на английском языке | • Майерлинг / Mayerling (Франция)                                                                                       |                                                                                  |
| Лучший иностранный фильм на английском языке | • Бюро убийств / The Assassination Bureau (Великобритания)                                                              |                                                                                  |
| Лучший иностранный фильм на английском языке | • Если.... / If.... (Великобритания)                                                                                    |                                                                                  |
| Лучший иностранный фильм на английском языке | • Ограбление по-итальянски / The Italian Job (Великобритания)                                                           |                                                                                  |
| Лучший дебют актёра                          | | • Джон Войт — «Полуночный ковбой»                                                |
| Лучший дебют актёра                          | • Хельмут Бергер — «Гибель богов»                                                                                       |                                                                                  |
| Лучший дебют актёра                          | • Глен Кэмпбелл — «Настоящее мужество»                                                                                  |                                                                                  |
| Лучший дебют актёра                          | • Майкл Дуглас — «Привет герою» (англ.)                                                                                 |                                                                                  |
| Лучший дебют актёра                          | • Джордж Лэзенби — «На секретной службе Её Величества» (за роль Джеймса Бонда)                                          |                                                                                  |
| Лучший дебют актрисы                         | | • Эли Макгроу — «Прощай, Колумбус»                                               |
| Лучший дебют актрисы                         | • Дайан Кэннон — «Боб и Кэрол, Тед и Элис»                                                                              |                                                                                  |
| Лучший дебют актрисы                         | • Голди Хоун — «Цветок кактуса»                                                                                         |                                                                                  |
| Лучший дебют актрисы                         | • Марианн Макэндрю — «Хелло, Долли!»                                                                                    |                                                                                  |
| Лучший дебют актрисы                         | • Бренда Ваккаро — «Where It's At»                                                                                      |                                                                                  |

### Телевизионные награды
| Категории                                      | Лауреаты и номинанты                                                          | Лауреаты и номинанты                                                             |
| ---------------------------------------------- | ----------------------------------------------------------------------------- | -------------------------------------------------------------------------------- |
| Лучшое ТВ-шоу (драма)                          | • Доктор Маркус Уэлби / Marcus Welby, M.D.                                    | • Доктор Маркус Уэлби / Marcus Welby, M.D.                                       |
| Лучшое ТВ-шоу (драма)                          | • Мир Брэкена / Bracken's World                                               |                                                                                  |
| Лучшое ТВ-шоу (драма)                          | • Менникс / Mannix                                                            |                                                                                  |
| Лучшое ТВ-шоу (драма)                          | • Отряд «Стиляги» / The Mod Squad                                             |                                                                                  |
| Лучшое ТВ-шоу (драма)                          | • Комната 222 / Room 222                                                      |                                                                                  |
| Лучшое ТВ-шоу (комедия или мюзикл)             | • Губернатор и Джей Джей / The Governor & J.J.                                | • Губернатор и Джей Джей / The Governor & J.J.                                   |
| Лучшое ТВ-шоу (комедия или мюзикл)             | • Шоу Кэрол Бёрнетт / The Carol Burnett Show                                  |                                                                                  |
| Лучшое ТВ-шоу (комедия или мюзикл)             | • Хороший час Глена Кэмпбелла / The Glen Campbell Goodtime Hour               |                                                                                  |
| Лучшое ТВ-шоу (комедия или мюзикл)             | • Любовь по-американски / Love, American Style                                |                                                                                  |
| Лучшое ТВ-шоу (комедия или мюзикл)             | • Хохмы Роуэна и Мартина / Rowan & Martin's Laugh-In                          |                                                                                  |
| Лучшая мужская роль на ТВ (драма)              |                                                                               | • Майк Коннорс — «Менникс» (за роль Джо Менникса)                                |
| Лучшая мужская роль на ТВ (драма)              | • Питер Грейвс — «Миссия невыполнима» (англ.) (за роль Джеймса Фелпса)        |                                                                                  |
| Лучшая мужская роль на ТВ (драма)              | • Ллойд Хэйнс — «Комната 222» (за роль Пита Диксона)                          |                                                                                  |
| Лучшая мужская роль на ТВ (драма)              | • Роберт Вагнер — «Требуется вор» (англ.) (за роль Александра Манди)          |                                                                                  |
| Лучшая мужская роль на ТВ (драма)              | • Роберт Янг — «Доктор Маркус Уэлби» (за роль доктора Маркуса Уэлби)          |                                                                                  |
| Лучшая женская роль на ТВ (драма)              |                                                                               | • Линда Кристал — «Высокий кустарник» (англ.) (за роль Виктории Кэннон)          |
| Лучшая женская роль на ТВ (драма)              | • Аманда Блейк — «Дымок из ствола» (за роль Китти)                            |                                                                                  |
| Лучшая женская роль на ТВ (драма)              | • Пегги Липтон — «Отряд „Стиляги“» (за роль Джули Барнс)                      |                                                                                  |
| Лучшая женская роль на ТВ (драма)              | • Дениз Николас — «Комната 222» (за роль Лиз Макинтайр)                       |                                                                                  |
| Лучшая женская роль на ТВ (драма)              | • Элинор Паркер — «Мир Брэкена» (за роль Сильвии Колдуэлл)                    |                                                                                  |
| Лучшая мужская роль на ТВ (комедия или мюзикл) |                                                                               | • Дэн Дэйли — «Губернатор и Джей Джей» (за роль губернатора Уильяма Дринкуотера) |
| Лучшая мужская роль на ТВ (комедия или мюзикл) | • Глен Кэмпбелл — «Хороший час Глена Кэмпбелла» (за роль самого себя)         |                                                                                  |
| Лучшая мужская роль на ТВ (комедия или мюзикл) | • Том Джонс — «Это – Том Джонс» (англ.) (за роль самого себя)                 |                                                                                  |
| Лучшая мужская роль на ТВ (комедия или мюзикл) | • Дин Мартин — «Шоу Дина Мартина» (англ.) (за роль самого себя)               |                                                                                  |
| Лучшая мужская роль на ТВ (комедия или мюзикл) | • Джим Нэйборс — «Час Джима Нэйборса» (англ.) (за роль самого себя)           |                                                                                  |
| Лучшая женская роль на ТВ (комедия или мюзикл) |                                                                               | • Кэрол Бёрнетт — «Шоу Кэрол Бёрнетт» (за роли различных персонажей)             |
| Лучшая женская роль на ТВ (комедия или мюзикл) | • Джули Соммарс — «Губернатор и Джей Джей» (за роль Дженнифер Джо Дринкуотер) |                                                                                  |
| Лучшая женская роль на ТВ (комедия или мюзикл) | • Люсиль Болл — «Вот — Люси» (англ.) (за роль Люси Картер)                    |                                                                                  |
| Лучшая женская роль на ТВ (комедия или мюзикл) | • Дайан Кэрролл — «Джулия» (за роль Джулии Бейкер)                            |                                                                                  |
| Лучшая женская роль на ТВ (комедия или мюзикл) | • Барбара Иден — «Я мечтаю о Джинни» (англ.) (за роль Джинни)                 |                                                                                  |
| Лучшая женская роль на ТВ (комедия или мюзикл) | • Дебби Рейнольдс — «Шоу Дебби Рейнольдс» (англ.) (за роль Дебби Томпсон)     |                                                                                  |

### Специальные награды
| Награда                                                     | Лауреаты         | Лауреаты         | Лауреаты           |
| ----------------------------------------------------------- | ---------------- | ---------------- | ------------------ |
| Премия Сесиля Б. Де Милля (Награда за вклад в кинематограф) | - Джоан Кроуфорд | - Джоан Кроуфорд | - Джоан Кроуфорд   |
| Премия Генриетты Henrietta Award (World Film Favorites)     | - Стив Маккуин   | - Сидни Пуатье   |                    |
| Премия Генриетты Henrietta Award (World Film Favorites)     | - Джули Эндрюс   | - Миа Фэрроу     | - Барбра Стрейзанд |